# 小斋
小斋在基督宗教中是一种虔修方式，指在周五（东正教还包括周三）进行禁食或不吃（某些）肉类的做法，要求教徒守小斋的宗派包括天主教、东正教，以及新教中的圣公宗以及循道宗 。
亞歷山大教宗伯多祿称在周五守小斋是为了纪念耶稣在圣周五的殉难。

## 内容
罗马天主教要求教徒在周五禁食热血肉类，但可以食用鱼虾等水族。东正教要求教徒除在除圣诞节后12天、复活节以及之后一周、聖三一主日以及之后一周外的每一个周三、周五守小斋，不能食用或饮用热血肉类、鱼（但可以食用贝类）、蛋奶制品、橄榄油（但可以食用橄榄），以及酒精饮料。
新教中的循道宗也有小斋的教规。循道宗创始人约翰·卫斯理认为寻求圣秩圣事的教徒应同时在周三（因为犹大在周三背叛耶稣）和周五禁食。根据1744年的一项指令，循道宗信徒应在全年的周五禁食肉类。循道宗传教士菲比·帕尔默亦认同这一主张。在19世纪的圣洁运动中，循道宗将守小斋正式纳入教规。循道宗鼓励教徒在周五禁食，尤其是大斋期内的周五。卫理宗也有周五禁食肉类的教规，但很难判断这一教规的实行情况如何。

## 影响

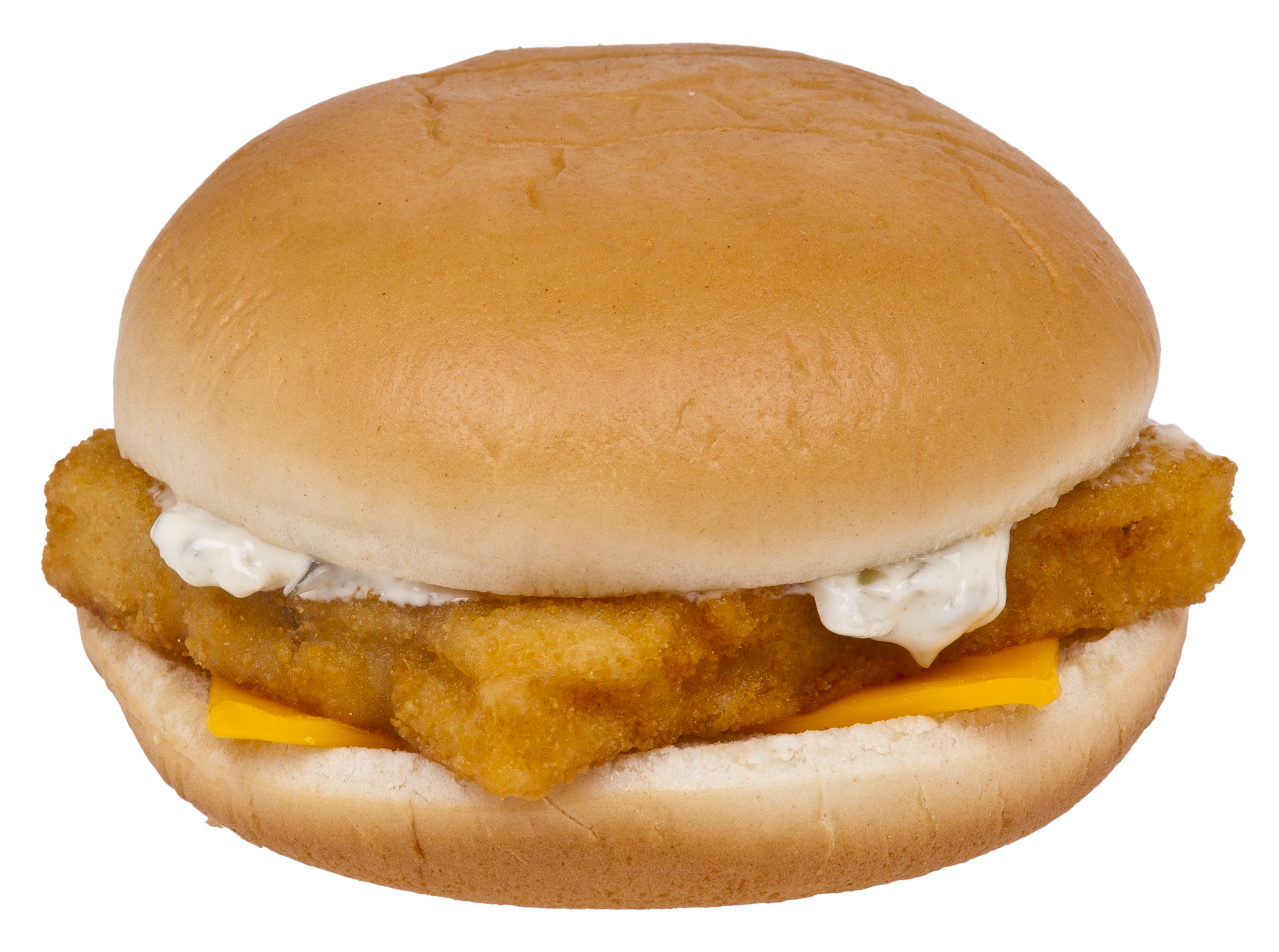
麦当劳针对天主教徒小斋饮食习惯推出的产品麦香鱼

天主教为守小斋，在周五只食用鱼肉而不食用其他肉类，曾在历史上促进渔业的发展。在英国的宗教改革运动中，新教徒为表示自己与天主教徒的区别而选择不在周五食用鱼肉，一度出现新教徒不吃鱼肉的现象，不吃鱼肉也一度成为忠于英国国教圣公宗的象征。英国谚语（直译意为“他不吃鱼而且玩游戏”）意为“他忠诚而守规矩”。但在1563年英国女王伊丽莎白一世在位时期，为促进渔业的发展、使肉类的价格得到控制，法律又规定周三、周五和周六必须吃鱼而不能吃其他肉类（但小牛肉、野味、禽肉不在限制之列）。
因天主教徒在周五禁食热血肉类，麦当劳为应对周五汉堡销量的下滑，在1962年推出只含鱼肉而无其他肉类的产品麦香鱼。